# 13월
13월(영어: Undecimber 또는 Undecember)은 보통 12월까지 있는 달력에서 한 해의 13번째 달을 뜻하는 말이다. 14월(영어: Duodecimber 또는 Duodecember)은 마찬가지로 한 해의 14번째 달을 뜻하는 말이다.

## 어원
13월을 뜻하는 영어 단어 Undecimber는 11이라는 뜻을 가진 라틴어 undecim에서 파생되었으며, 10이라는 뜻을 가진 라틴어 decem에서 파생된 12월을 뜻하는 영어 단어 December과 비슷한 어원을 가지고 있다. Undecember는 옥스포드 라틴어 사전에 12월 다음에 오는 달의 유머스러운 이름이라고 정의되어 있다.

## 같이 보기
- 사견궁